# Maria Mayen

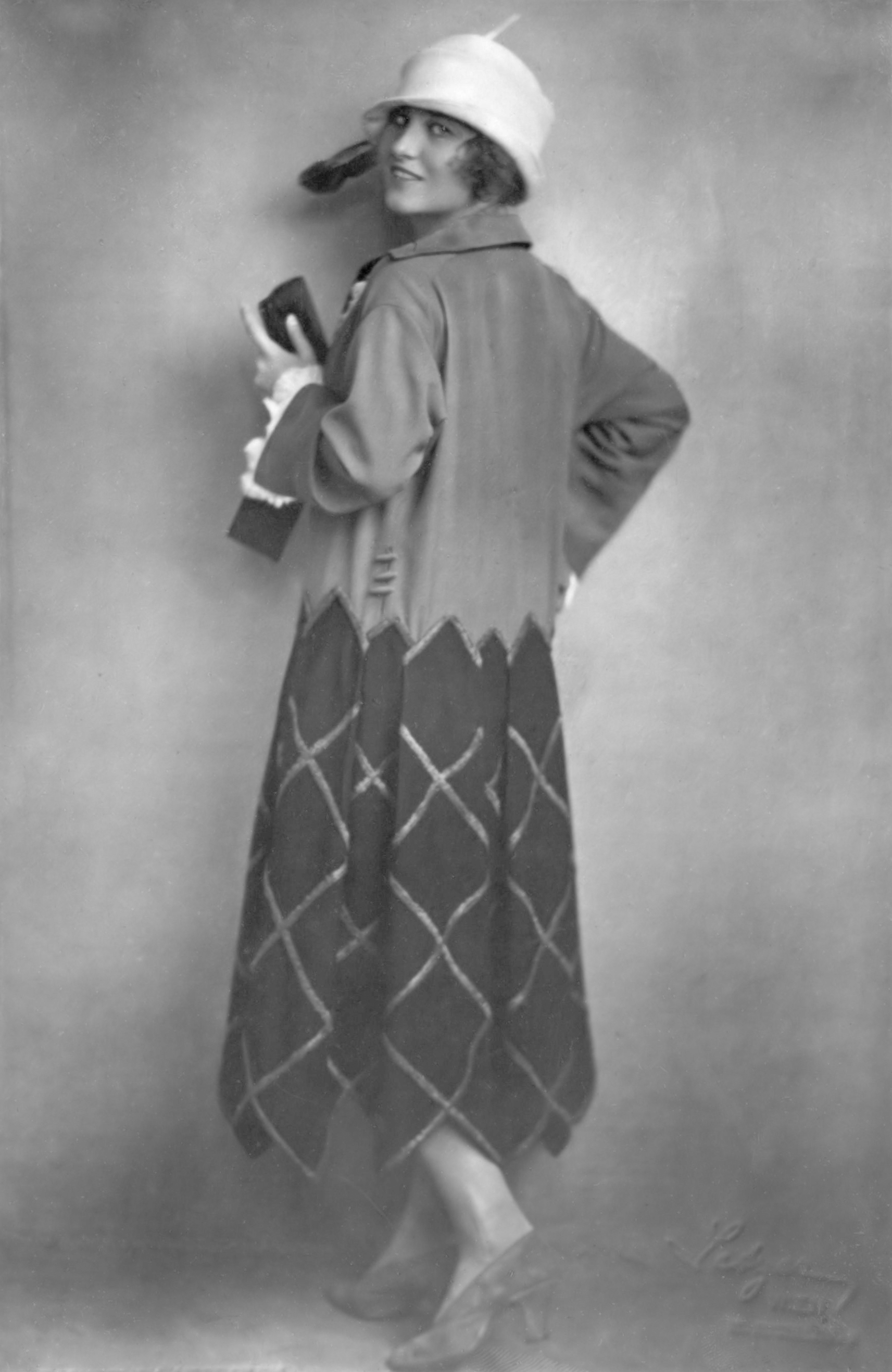
Maria Mayen w 1922

Maria Mayen (ur. 11 maja 1892 w Wiedniu, zm. 15 lipca 1978 w Wiedniu) – austriacka aktorka.
Ukończywszy szkołę aktorską Marie-Seebach w Berlinie występowała w Bonn i Berlinie.
Od 1913 do 1953 występowała w wiedeńskim Burgtheater. W młodości wystąpiła w kilku filmach (między innymi Konrad Hartls Lebensschicksal (1918) i Golgatha (1920)). Później pojawiła się dopiero w latach 60. XX wieku w filmach Donadieu (1961) i Der Befeh (1967).
W 1926 została wyróżniona tytułem Kammerschauspielerin.
Była dwukrotnie zamężna. Pierwszym mężem był psychiatra Rudolf von Urban, z którym miała córkę Elisabeth Waltz-Urbancic. Drugim mężem był Emmerich Reimers, również aktor Burgtheater.